# Olympische Winterspiele 2014/Teilnehmer (Kroatien)
| Gelbes Symbol für Goldmedaillen mit stilisierten Olympischen Ringen | Graues Symbol für Silbermedaillen mit stilisierten Olympischen Ringen | Braundes Symbol für Bronzemedaillen mit stilisierten Olympischen Ringen |
| ------------------------------------------------------------------- | --------------------------------------------------------------------- | ----------------------------------------------------------------------- |
| —                                                                   | 1                                                                     | —                                                                       |

Kroatien nahm an den Olympischen Winterspielen 2014 in Sotschi mit elf Athleten in drei Sportarten teil. Fahnenträger der kroatischen Delegation bei der Eröffnungszeremonie war Ivica Kostelić.

## Sportarten

### Ski Alpin
| Frauen - Andrea Komšić - Sofija Novoselić | Männer - Ivica Kostelić - Super-Kombination: Silber - Dalibor Šamšal - Natko Zrnčić-Dim - Abfahrt: 29. Platz - Super-Kombination: 10. Platz - Sebastian Brigović - Matej Vidović - Filip Zubčić |

### Skilanglauf
| Frauen - Vedrana Malec Skiathlon: 59. Platz | Männer - Edi Dadić |

### Snowboard
| Frauen - Morena Makar (Halfpipe) |